# HK ATEK Kiev
Le HK ATEK Kiev est un club de hockey sur glace de Kiev en Ukraine. Il évolue dans la Vyschchiy Dyvision, le premier échelon ukrainien.

## Historique
Le club est créé en 1993.

## Palmarès
- Vainqueur de la Vyschchiy Dyvision: 2007.